# 철구형
철구형(본명: 이예준, 1989년 10월 19일~) 또는 철구는 대한민국의 전직 스타크래프트 프로게이머이고 현직 가수 겸 아프리카TV BJ이다. 프로게이머 시절 당시 Terror, 1a2a3a[fOu]라는 아이디를 사용하였으며, 종족은 저그이다. 개명 전 이름은 이상욱, 이철민(李澈玟)이다.

## 학력
- 대저중학교 (졸업)
- 성지고등학교 (졸업)
- 동부산대학교 (게임컨설팅과 / 중퇴)

## 논란

### 방송 정지
지난 22일 아프리카TV는 BJ 철구형이 서비스 정지 처분을 받았음을 밝혔다. 서비스 정지 처분을 사유는 철구형이 10대 청소년에게 유해한 장면을 방송으로 내보냈기 때문이었다.
문제가 된 장면은 BJ 철구형이 미성년자는 시청할 수 없게 하는 19세 시청 가능 설정을 하지 않은 채 흡연하는 모습을 여과 없이 드러낸 장면이다.
아프리카TV는 청소년 보호 정책의 '청소년들이 해로운 환경으로부터 보호받을 수 있도록 조치한다'라고 조항을 근거로 철구형에게 서비스 정지 처분을 내렸다. 흡연 이외에 음주 방송 등도 19세 시청 가능 설정을 해야만 방송할 수 있다. 게다가 철구형의 방송 정지 처분은 이번에 처음이 아니라 16번째기 때문에 더욱더 논란이 되고 있다.
철구형은 장애인 비하 발언, 5.18 민주화 운동 비하 발언을 비롯해 방송 중에 장인의 머리를 밀거나 과격한 행동으로 여러 번 논란에 휩싸인 바 있다.
철구형은 2017년 5월 12일 온라인게임 스타크래프트 해설 방송 도중 시청자로부터 별풍선 518개를 선물받자 "별풍선 518개, 폭동개"라고 소리쳤다.
순간 아차 싶었던지 말끝을 얼버무렸지만, 7초 분량의 이 영상은 커뮤니티를 중심으로 급속도로 퍼졌다. 철구형에게는 '5.18 민주화 운동을 폭동으로 비하했다'는 비난의 화살이 쏟아졌다.
광주에 PC방을 개업했다는 사실이 알려진 후 철구형은 또다시 논란의 중심에 섰다.

## 개요

### 프로게이머 시절
2006년 하반기 드래프트에서 STX SouL의 2차 지명으로 입단하였으나, 2008년 8월 한국e스포츠협회에 임의 탈퇴로 공시되면서 사실상 프로게이머를 은퇴하였다.

### 은퇴 후
은퇴 후 개인적으로 아프리카TV 인터넷 방송국에서 인터넷 방송을 하면서 지내다가 IEF 2009에 아마추어 대표로 참가, 준우승을 기록하였다.
2010년 이철민에서 이예준으로 개명하였다.
2010년 제 1차 소닉 스타리그에서 우승을 차지 하였다.
2012년 Chulgu[fOu]라는 아이디를 사용, 온게임넷 신애와 밤샐기세에 출연을 했으며 아프리카TV 인터넷 방송국에서 철구형이라는 닉네임으로 개인방송 활동을 했지만 김길태 퍼포먼스를 했다가 선정성의 이유로 영구정지 되었다.
2013년 [NeOx]s6e9x라는 아이디를 사용, 아프리카TV 인터넷 방송국에서 광복절 특사로 복귀. 철구형2라는 닉네임으로 활동하였다.
2014년 아프리카TV 인터넷 방송국에서 철구형2이라는 닉네임으로 개인방송 활동했지만 청소년 2명에게 간장을 뿌려 아동학대 판정을 받아 영구정지 되었다.
2014년 [neox]1009라는 아이디를 사용, 아프리카TV 인터넷 방송국에서 사과데이 특사로 복귀하였다.
2014년 스타크래프트의 폐쇄되었던 프리 배틀넷 ‘게임아이’라는 사설서버를 부활시켜 제작 후원을 하고 있었지만 개발자 컴퓨터에 부품의 이상이 있어 중단되었다.
2014년 제 9차 픽스 소닉 스타리그에서 32강을 기록하였다.
2015년 [NeOx]s6e9x라는 아이디를 사용, ‘Tempts’라는 의료 쇼핑몰의 피팅 모델 겸 공동 대표가 되어 운영을 하였다.
2015년 템트스 스타리그를 설립하고 제 1차 템트스 스타리그(블리자드의 라이센스를 획득하지 않은 비공식 대회이며 정식 서버가 아닌 사설 서버에서 중계한다.)를 아프리카 TV 인터넷 방송에서 개최하고 해설위원으로 중계를 하였으며, 캐스터는 김봉준 전 프로게이머였다.
2015년 데뷔곡으로 tvN 월화드라마 ‘신분을 숨겨라’의 두 번째 OST ‘신세계’(Feat. 혜림)를 발표하였다.
2015년 제 2차 템트스 스타리그를 아프리카 TV 인터넷 방송에서 개최하고 도재욱 전 프로게이머와 김봉준 전 프로게이머와 해설위원으로 중계를 하였다.
2015년 VANT 36.5 제 2차 대국민 콩두 스타리그에서 아프리카 TV 인터넷 방송 해설위원으로 김봉준 (프로게이머) 전 프로게이머와 활동하였다.
2015년 ‘Tempts’ 의료 쇼핑몰을 폐업하였다.
2015년 아프리카TV BJ대상에서 The 20을 수상하였다.
2016년 아프리카TV 인터넷 방송국에서 NINUS배 콩두 스타리그를 개최하고 김윤중 프로게이머와 해설위원으로 활동하였다.
2016년 아프리카TV 인터넷 방송국에서 ‘2gether project’라는 실시간 생방송 중 뮤지션과 아프리카TV BJ의 콜라보레이션을 시청자가 함께 작곡과 작사를 하여 음원을 발매하는 프로젝트에 참여하여 가수 혜이니의 앨범 ‘2gether project’에서 ‘오빠 맘마’의 피처링을 하였다.
2016년 VANT 3.65배 아프리카TV 스타리그(ASL)에서 아프리카TV 인터넷 방송국 해설위원으로 임홍규 전 프로게이머와 활동하였다.
2016년 XTM에서 편성하였던 ‘주먹이 운다: 영웅의 탄생’ 시리즈를 패러디해 아프리카TV 인터넷 방송국배 ‘주먹이 운다’ 프로그램을 아프리카TV 인터넷 방송국에서 주최하고 이종격투기선수 최영광과 해설위원으로 활동하였다.
2016년 Terror라는 아이디를 사용, 콩두컴퍼니와 아프리카TV 인터넷 방송국에서 공동으로 주관하는 KT GiGA 인터넷 아프리카TV 스타리그(ASL) 시즌 2에서 24강을 기록하였다.
2016년 아프리카TV 인터넷 방송국 BJ대상에서 TOP5를 수상한 후 대상을 수상하였다.
2017년 아프리카TV 인터넷 방송국에서 기초생활수급자를 비하하여 ‘미풍양속위배’에 해당되어 정지 판정을 받았다가 3일 후 복귀를 하였다.
2017년 아프리카TV 인터넷 방송국에서 19세 이상 시청 전용 방송 설정을 하지 않고 담배를 입에 물고 있는 모습이 노출되어 ‘청소년 유해’의 이유로 정지 판정을 받았다가 7일 후 복귀를 하였다.
2017년 아프리카TV 인터넷 방송국에서 19세 이상 시청 전용 방송 설정을 하지 않고 담배를 입에 물고 있는 모습이 노출되어 ‘청소년 유해’의 이유로 정지 판정을 받았다가 15일 후 복귀를 하였다.
2017년 아프리카TV 인터넷 방송국에서 장애인을 비하하여 ‘명예훼손’에 해당되어 3일 후 복귀를 하였다.
2018년 아프리카TV에서 시청자와 온라인 게임 참여 여성들에게 욕설했다가 이용정지 7일 정지를 받았다.

## 수상 경력
- 2006년 6월 제21회 커리지매치 입상
- 2006년 8월 2006 준프로게이머 평가전 준우승
- 2009년 10월 2009 주성대학 총장배 스타크래프트 부문 우승
- 2009년 11월 IEF 2009 스타크래프트 부문 준우승
- 2010년 1월 KT 롤스터 난치병 어린이 돕기 자선게임대회 우승
- 2010년 7월 WCG 스타크래프트 한국대표 선발전 아마추어 대표 본선 진출
- 2010년 11월 IEF 2010 아마추어 대표 본선 진출
- 2010년 11월 제1차 소닉 스타리그 우승
- 2011년 4월 온게임넷 '신애와 밤샐기세.scx' 초고수 연승전 우승
- 2015년 12월 아프리카TV BJ대상 The 20
- 2016년 12월 아프리카TV BJ대상 TOP5
- 2016년 12월 아프리카TV BJ대상 대상
- 2017년 아프리카TV BJ대상 Top 70 수상